# Sym
SYM (Sangyang Motors) je tajvansko podjetje, ki se ukvarja z izdelavo motornih koles od leta 1954. Najbolj znano je po svojih skuterjih, proizvajajo pa tudi motorje ter štirikolesnike. Njihov največji slovenski zastopnik je Špan.